# Соломон Бубер
Соломон Бубер (нар. 2 лютого 1827, Львів, Галичина, Австро-Угорщина, Королівство Галичини та Володимирії — пом. 28 грудня 1906, Львів, Галичина, Австро-Угорщина) — галицький єврейський вчений, видавець давньоєврейської Агади. Дід і наставник Мартина Бубера.

## Біографія
Вивчав Біблію і Талмуд спершу під керівництвом свого батька, Ісая Авраама Бубера, багатого комерсанта і знавця Талмуда та єврейської філософії, a потім в інших вчителів і талмудистів. У Львові панувало на той час науково-освітнє спрямування Нахмана Крохмаля і Соломона Рапопорта, і під цим впливом Соломон Бубер став цікавитися єврейською історією, особливо історією єврейської писемності.
Не маюи з наукових занять джерела матеріального існування, в 20-річному віці почав займатися комерцією. Незабаром він отримав звання «Handelskammerrath'a» і був призначений на посаду члена наглядової ради австро-угорського та національного банків і галицької ощадної каси. Довгий час був також одним з членів правління львівської громади, членом комітету «Bernstein-Stiftung» і багатьох інших громадських і благодійних установ.
У період погромів він багато сприяв полегшенню долі емігрантів під час їх перебування в Галичині.
Займаючись комерцією і громадською діяльністю, Бубер присвячував значну частину свого часу науковій діяльності з єврейської історії та літератури.

### Видання Мідраша
Його особливо цікавили Мідраша, якими до того часу мало хто займався з наукової точки зору. Лише Ліпман Цунц вперше в своїй капітальній праці «Die Gottesdienstlichen Vortrage der Juden» («Богослужбові проповіді євреїв», 1832) віддав належне цій важливій галузі єврейської літератури, і великий труд Цунца мав вирішальний вплив на всю наукову діяльність Бубера: він поставив собі завданням:
1. оприлюднення агадичних збірок, що були тоді лише у вигляді рукописів, напр. פסיקתא דרב כהנא (Pesikta de Rab Kahana), яка навіть Цунцом і Рапопортом вважалася загубленою,
2. виправлення вже виданих збірок, які рясніють помилками і пропусками, так само як вказівку їх походження та змісту.[5]

Для встановлення правильного читання текстів Бубер не шкодував коштів на копії з найдавніших рукописів і стародруків. В примітках він сумлінно занотовував варіанти тексту і особливо дбайливо намагався виправляти і пояснювати грецькі і латинські слова, що зустрічаються в більш древніх Мідрашах. У своїх введеннях, які нерідко представляють закінчені монографії, Бубер детально зупинявся на історії розглянутого пам'ятника і приводив перелік авторів і творів, цитованих у Мідраші, так само як тих, де є запозичення з даного Мідраша. Таким чином, твори Бубера, вичерпуючи загалом тему, виявляють велику ерудицію автора і його незвичайну здатність до синтезу.
Першою його працею в цій галузі є видання «Pesikta de Rab Kahana», або «Agadat Erez Israel», що побачила світ в місті Елк 1868 року. Видання забезпечене не тільки коментарем і примітками, а й великим введенням з 11 глав, які досліджують все, що так чи інакше стосується цього Мідраша. Праця була високо оцінена в наукових колах, і введення було перекладено німецької мови професором А. Вюнше і надруковано ним у перекладі Мідраша (Лейпциг, 1884).
За таким же принципом Бубер видав також й інші праці з галузі мідрашитської літератури:
- «Midrasch Abkir[en]», спершу з'явився в Haschachar, XI, a потім окремим виданням з передмовою, Відень, 1883;
- «Midrasch Lekach Tob», або «Pesikta Zutarta», коментар Тобіі бен-Елієзера на П'ятикнижжя (Вільна, 1884); у великому введенні Бубер повідомляє, крім відомостей, наведених у вступі до «Pesikta de Rab Kahana», також дані про автора збірки, про його походження, його час та місцеперебування, про його вчителів та учнів, a також прο інші його рукописні праці;
- «Midrasch Tanohuma[en]» (Вільно, 1885);
- уривки з Мідраша «Ele-ha-Debarim Zuta», видані за цитатами з Мідраша «Debarim», яке зустрічається в Ялкуті та в коментарі Бахьї бен-Ашер на П'ятикнижжя і не наявними в друкованому виданні Мідраша, разом з Мідрашем на главу Дебара з рукопису Мюнхенській бібліотеки, з передмовою і примітками, спершу з'явилися в часописі «Bet Talmud», II, потім окремим виданням із значними доповненнями, Відень, 1885;
- «Sifre de Agadeta» (Вільно, 1886), збори різних Мідраша до книги Есфір;
  1. Мідраш «Abba Gorion»,
  2. Мідраш «Panim Acherim»,
  3. Мідраш «Lekach Tob» до книги Есфір;
- Мідраш « Tehillim[en]», або «Schocher Tob», коментар до Псалтиря (Вільно, 1891);
- Мідраш " Мішлей[en] " (Вільно, 1893 р);
- Мідраш « Шмуель[en]» (Краків, 1893);
- Мідраш «Agada», анонімний агадічний коментар до П'ятикнижжя (Відень, 1894);
- «Midrasch Zutta» до Пісні Пісень, Рут, Плачу, Єремії і Екклезіаст (Берлін, 1894);
- «Agadath Esther», агадічні трактати до книги Есфір (Краків, 1897);
- Мидраш « Echa Rabbati[en]» (Вільно, 1899);
- «Jalkut Machiri[en]» до Псалмів (Бердичів, 1899);
- Мідраш «Sechel Tob» Менахема бен-Соломон[en] до Книги Буття і Книги Вихід, два томи (Берлін, 1900-02)[5].

#### Літературні праці
Першою його літературною роботою була біографія граматика Іллі Левіти (Лейпциг, 1856). Потім він видав :
- «De Lattes, Gelehrtengeschichte, Schaarei Zion» (книгу «Toledoth Jizchak» Ісаака бен-Яків де Латтеса, Ярослав, 1885);
- «Schibole ha-Leket» Цедекії бен-Авраам[en] (Вільно, 1886);
- «Pescher Dabar», твір Сааді Гаона про Арах Legomena в Біблії (спочатку видано в збірці «Ozar ha-Sifrut», I, потім вийшов окремим виданням, 1888);
- «Agur» Самуїла бен-Якова Джами[en] (кінця XI століття), введення і доповнення до Арух (в ювілейній збірці на честь Греца, Бреславль, 1888);
- «Mayan Gannim», коментар Самуїла бен-Ніссима до Йова (Берлін, 1889);
- Biurim: пояснення Иедаии Пенини[en] до Мідрашу Тегіллім (Краків, 1891) та коментар до «Плачу Єремії» Йосефа Каро (в Kaufmann-Gedenkbuch, Бреславль, 1901);
- «Ansehe Sehern», біографії та епітафії львівських рабинів та рош-ієшив з 1500 по 1890 рр. (Краків, 1895);
- «Sefer ha-Orach», респонси та «правила» (Minehagim) Раші, записані його учнями (Краків, 1906), останнє видання Бубера, підготовлене ним перед самою смертю[5].

Вміщені Бубером статті в «Jeschurun» Кобаки (Joseph Isaac Kobak), у «Гамеліці», «Гакармелі», «Гаасифі», «Гашахарі» та ін. періодичних виданнях, також містять цінні відомості з єврейської історії та літератури. З них особливо важливі:
- примітки до 7 дрібних трактатів єрусалимського Талмуду («Meged Jerachim», IV);
- «Leket we-Schikcha», 50 талмудичних висловів, яких бракує в звичайних виданнях Талмуда (львівський «Ozar Chochmah»);
- « Мойсей га-даршан і його праця» («Гамагід», XVIII, № 15, 17, 18);
- יריעות שלמה, додаток до «Rab Paalim» Авраама бен-Ілії з Вільна[en] (Варшава, 1894);
- критика на Ялкут Machiri до Ісаї, видавництво Шапіро (Краків, 1895);
- נקורת תהיה, критика на Песікта з введенням Давида Лурьє[en] (Варшава, 1893, і Краків, 1895);
- «Kirjah Nisgabah», біографії рабинів Жовкви (до літери ד), надруковано в «Haeschkol», I—III, 1898—1900;
- дослідження в «Steinschneider-Zeitschrift» з викладом нової теорії про «Petichot» (введення) в Мідраші «Echa Rabbati», та багато інших[5].